# 田村駒治郎
2代 田村 駒治郎（たむら こまじろう、1904年（明治37年）2月21日 - 1961年（昭和36年）1月21日）は、日本の実業家。
繊維商社田村駒 の経営者。松竹ロビンスオーナー。
なお「田村駒治郎」の名前は世襲で、本項に記載するのは二代目である。以下の文中では断りがない限り「駒治郎」は二代目を指し、その他の駒治郎については「×代」を前に付けて区別する。また、文献によっては「田村駒次郎」の表記が見られる場合があるが、誤りである。

## 生涯
1904年、大阪市東区（現・中央区）に、田村駒創業者である初代田村駒治郎の長男として生まれる。出生時の名前は「駒太郎」であった。少年時代より野球を愛好する。大阪市立天王寺商業学校を1921年に卒業すると、田村駒に入社して社業に従事する。当初は丁稚であったが、2年後から販売の仕事に就き、優秀な成績をあげる。1926年8月、希望していた欧米旅行が父に認められ、翌年1月にかけて、西回りのルートでヨーロッパとアメリカを訪れる。この旅行でアメリカの社会や風俗に多大な影響を受けたとされる。また、当時日本にはなかったプロ野球に接し、球団のオーナーが社会的に尊敬されることを知る。帰国後、安田財閥一門の安田善助（安田善次郎の甥）の次女と結婚。
1931年3月に父が死去し、二代目駒治郎を襲名。2ヶ月後に社長に就任すると、船場の商家のスタイルを残していた田村駒を近代的な企業にするための改革に取り組む。住み込みだった従業員のために社員寮を建設し、番頭・手代などの職制を部課長などの役職に改め、従業員の服装も着物から洋装に変えさせた。さらに1936年には本社を6階建てのビルディングに建て替え、古い木造の商家がまだ多く残っていた船場の中でひときわ目立つ存在となった。このような急進的な改革には社内の批判もあり、伊藤萬に対抗して開かれて間もない御堂筋沿いに本社を移す構想は「初代の意志に背く」との反対から断念を余儀なくされている。
駒治郎は製販一体の事業をめざして1934年に繊維製造の太陽レーヨンを設立。翌年に岡山県玉島町（現・倉敷市玉島）にレーヨン工場を建設して操業を開始した。1936年には岐阜県大垣市にもスフの工場を建設したものの、後発メーカーのために伸び悩む。価格等統制令で思うように商売ができなくなった時期には、新たな仕入先と市場を求めて満州や中国への進出を企図したこともあった。
1937年夏、プロ野球の大東京軍に資本参加。この時期に大東京軍は「ライオン本舗」を名乗っていた小林商店（現・ライオン）と提携し、ライオン軍となった。同年シーズン終了後にチームを買い取り、オーナーとなる。また、田村駒と太陽レーヨンでクラブチームを結成した。田村駒は1938年の都市対抗野球で大阪府代表（大阪市）。翌1939年の大会では庄内田村駒（庄内町、現豊中市）と太陽レーヨン（大阪市）が大阪府代表となり、庄内田村駒は準優勝となった。プロ野球への参入についても社内には「社長の道楽」と反対する意見があったが、駒治郎はそれに従うことはなかった。先の社屋の件でも不満を抱いていた、初代の片腕であった叔父の平松徳三郎とそれに従う社員が、これを原因にすべて退職することとなった。
1941年、太陽レーヨンは戦争による企業統合に伴い、義父の安田善助が社長を務めたこともある帝国製麻と合併し、帝国繊維に改称。駒治郎は副社長に就任する。帝国繊維は国の指定工場となったが、太陽レーヨンから引き継いだ岡山のレーヨン工場は指定を受けられずに休業、政府の命で航空機のエンジン製造工場への転換を図り「帝繊航空」を名乗るも、生産に至る前に終戦を迎えた。
田村駒は本社が大阪大空襲で損壊、西宮市甲子園の邸宅「一楽荘」も（阪神航空隊八木部隊が駐屯していたため攻撃目標となり）空襲の被害を受けた。駒治郎は社業の復興とプロ野球の再開に力を注ぐが、1946年2月に物資隠匿の嫌疑を受けて逮捕拘禁され、釈放後にその責任も取る形で1946年8月10日に社長を辞任した。1947年2月には公職追放の対象となる。この結果球団オーナーのみが肩書きとなった。1949年9月、公職追放の解除や隠匿容疑に対して無罪が確定したことから代表取締役に復帰。
1950年、松竹ロビンスが最初のセントラル・リーグ優勝チームとなった（第1回日本シリーズでは毎日オリオンズに敗退）。この時期、田村駒の社業も復興の軌道に乗り、駒治郎はさらなる拡大と総合商社化を目指した、1951年、24年ぶりとなるアメリカ視察をおこなう。不足が予期された繊維材料の買い付けと、新たな輸入商品を非繊維部門で見つけることが目的だった。このとき、駒治郎は材料として大量の毛屑を買い付けたが、帰国後に朝鮮特需が一段落して過剰在庫と化した。しかもより高級な材料へのシフトで毛屑は大きく価値を下げていた。これが引き金になって子会社が倒産、繊維業界の不況も相まって緊縮経営へと転換を余儀なくされる。この業績悪化は、松竹ロビンスの経営を圧迫し、松竹サイドの代表の下で有力選手が放出された。1952年のシーズン終了後、ロビンスは大洋ホエールズと合併し、駒治郎はオーナーの地位を去った。
駒治郎は社業に専念することとなったが、1954年の金融不況で融資が引き締められ、田村駒は経営の危機に瀕した。三和銀行が支援に入り、その後第一物産（現・三井物産）や常盤鋼材からも支援を受けて再建が進められる。各社からは代表取締役も送り込まれ、駒治郎は社長にはとどまったが繊維部門の責任者という立場で働いた。1961年1月、社長在職のまま心臓発作で死去。享年58（56歳没）。晩年は経営悪化のストレスと長年の大食から胃の異常を抱えていた。
没後の1970年、生前のプロ野球と社会人野球に対する功績が認められ、野球殿堂の特別表彰を受けた。

## 人物
幼少時より間食を好んだため肥満体で、終戦直後の食糧難の時代にも恰幅のよい体躯を誇った。野球の他にも多趣味で、戦前は一楽荘内でドイツから輸入したシェパードを飼育し、広い犬舎とドイツから招いた調教師を備えていた。しかし日中戦争中にシェパードはすべて軍に寄贈している。ほかに、能楽も若い頃から稽古をしており、関西の財界人では野村徳七と並ぶ腕前といわれた。能楽は、観世流能楽師職分の山本博之に師事し、大阪市中央区にある公益財団法人山本能楽堂の創設および再建に貢献したことでも知られている。
アメリカへの憧れから、公式の場には野球観戦も含めて夫人を同伴し、自家用車もアメリカのビュイックに乗っていた。
田村駒の社史には「自分のしたいと思うことは、熱意と努力でとことんやり遂げるきかん気は初代駒治郎ゆずり」「性格的には人情の機微にたけていたため、同僚や取り引き先の人に好まれた」「庶民的でしかも行動力のある人物であった」という人物評が記されている。一方、反対意見を述べる人間を遠ざけたことを「ワンマン社長の悲劇」と指摘している。評論家の大宅壮一は、「阪僑」（大阪を離れて成功しながらも、大阪出身であることを誇りを伴ったアイデンティティとしている人物）チームの「補欠」として取り上げている。
癇癪持ちで短気なところがあり、プロ野球に関してはこれが原因で喧嘩別れとなったケースもひとたびならずあった。

## プロ野球オーナーとして
プロ野球との関わりは、1937年夏に義弟（妻の妹の夫）である共同印刷専務の大橋松雄から、大東京軍に資本参加してほしいという依頼を受けたところから始まる。訪米時よりプロ野球に関心を持っていた駒治郎はこれを引き受け、同年のシーズン終了後にはチームを買い取った。駒治郎が資本参加した時期よりチーム名は「ライオン軍」となる。邸宅の一楽荘には合宿所と練習用のグラウンドを設け、関西の試合では夫人を伴って必ず観戦した。チーム名は戦争中の英語使用禁止により、ライオン軍から朝日軍へと変更となる。
太平洋戦争末期、戦争の激化でプロ野球の中止が決まった際にも最後までこれに抵抗し、戦後はいち早く田村駒の東京別邸（赤坂に所在。後に日本銀行総裁公邸となる）を各球団実務者の会議場に提供するなど、リーグの維持・再開に尽力した。一方、自らのチームであった朝日軍は、奈良県御所市（当時は御所町）の疎開先からマネージャーの橋本三郎らの独断でゴールドスターとしてリーグに加盟申請したため、改めてチーム作りを余儀なくされるなど波乱の中での復興となる。田村駒で秘書として勤務していた藤本定義を監督に据えて1946年よりパシフィックとして再開。戦争での中断による選手の帰属問題にも悩まされ、1946年には連盟から帰属球団未決着とされていた白石勝巳・藤井勇を監督の藤本が出場させたために没収試合を命じられる憂き目にもあった。
中野晴行の著書『球団消滅』では、電鉄会社や新聞社などの公益企業が運営する球団が大半の中で、個人オーナーである駒治郎は他の球団関係者と立場が違っていたこと、人気チームの巨人や阪神の意向が優先する連盟に駒治郎が不満を抱いていたことが記されている。駒治郎はプロ野球に関しては、ライオン軍への出資以来のつきあいであった鈴木龍二に頼らざるを得ず、鈴木の巧妙な立ち回りに翻弄される面もあった。
1948年には大阪市北区の玉江橋近くに球場を建設する構想を立てるが、阪神や阪急がこれに反対。やがて南海が難波に新球場を建設する構想を表明して、これに競合する形となる。連盟はいずれか一つを認めることとなり、現地視察の後に南海の構想を認めた。駒治郎は「南海が一年で球場を作らなければ、独自に球場を作る」と抵抗したが建設はかなわなかった。
「験直し」でチーム名を変更したこともよく知られており、1947年にかつての子会社太陽レーヨンと駒治郎の「駒」に因んで「太陽ロビンス」とした（ロビンは駒鳥の意）。翌1948年には「野球は点を取らなあかん、野球選手が太いのはあかん」と「太」の点を取って「大陽ロビンス」としたが、いずれも成績は上向かなかった。ただし、駒治郎はオーナー在任中、田村駒を初めとする自らの経営する企業の名前を宣伝目的でチーム名に入れたことはなかった（太陽レーヨンはその時点では存在していなかった）。ライオンや松竹はいずれもスポンサーとして命名権を募ったものである（ただし、松竹は事実上の共同オーナーとして役員を派遣するなど、運営にも多少関与した）。
「プロ野球は百年の森林事業のようなもの」と大所高所から発展を望み、地元密着のホームグラウンド制を提唱したり、経営安定化のため球団数の急激な増加に反対した。大映の永田雅一が参入を企図したときにも「それだけの覚悟があるとは思えない」と反対している。戦後に横行した選手の引き抜きなどに手を焼いた駒治郎は、1951年の訪米時に、サンフランシスコ・シールズを通じてアメリカの野球協約である「ブルーブック」を持ち帰り、これが今日の日本の野球協約の基礎になっている。
一方で監督や選手のタニマチとして振る舞うワンマンオーナーの側面も見せ、思い通りにチームが勝たないと監督との対立によって辞任を引き起こすことも一度ではなかった。中野晴行は、駒治郎は選手を「好きな選手とそうでない選手」に分け、好きな選手はとにかくかわいがり、そうでない選手は「所有物」という意識しか持てなかったのではないかと記している。「好きな選手」としては、合宿所ではなく一楽荘の離れに住み込ませた真田重蔵がその例である。監督ではあるが藤本定義も巨人の監督退任後に田村駒の秘書として面倒を見、妻をなくした藤本に後妻の紹介もしている。
球団経営の安定化のため、選手の年俸アップには消極的だった。松竹ロビンス監督に就任した小西得郎がリーグ優勝の際の年俸アップを申し出たときには（関西弁の拒絶の意味で）「考えとく」と返答したが、江戸っ子の小西はこれを字義通り受け取り、シーズン終了後の退任の一因となった。
1950年のシーズン終了後、2軍を整理して田村駒に移籍させ、クラブチームを結成すると発表した。経営合理化の上に戦争中に解散したチームが復活でき、見込みのない選手には会社員として給与を与えながら野球をさせた方が生活が楽になって一石二鳥だという考えからであった。しかし、選手育成のため2軍の充実を図っていた他球団の関係者はこの話に呆れ、慰留していた小西からは辞任の口実にされてしまった。
また、自分の感情を害するような事態に遭遇すると、上記の「大所高所の発言」とは矛盾するような行動や言動に出ることもあり、しかもそれを矛盾と考えない点があった。毎日新聞が球界参入に向けて動いていた折、駒治郎は毎日新聞側にロビンスのスポンサーになることを持ちかけるが、毎日側は拒否。まもなく「田村駒は経営難で球団売却を考えている」という噂が出ると、駒治郎はその出所が毎日新聞かその周囲の関係者と考え、「毎日を潰せ」という考えで朝日新聞にスポンサーを持ちかけたという。
ロビンス選手の引退後の生活安定を目的に、アメリカで見たイエローキャブをヒントに「ロビンス交通」というタクシー会社を1951年9月に設立し、選手数名を役員（現役中は非常勤）として彼らに役員手当が出るよう便宜を図っている。役員の一人だった石丸藤吉（ロビンス交通では専務）は、1953年に独立して自らタクシー会社（親和交通）を起こした。
リーグ分裂の原因となり、松竹ロビンスが出場した最初の日本シリーズで敗れた毎日オリオンズに対するこだわりは後年まで残った。1960年の日本シリーズで松竹ロビンスの合併先だった大洋ホエールズが大毎オリオンズにストレート勝ちを収めた際には、悪化していた体調が持ち直したという逸話が残っている。
駒治郎が晩年、病を抱えていた折には「会社がこんな状態では死ぬに死ねんが、万が一、ぼくが死んでも生活の方は心配せんとってくれ。無一文で放り出されても、大丈夫や。鈴木（龍二）はんと約束をしてある。プロ野球をのチームをまたつくる権利があるんや。残った財産を処分すれば、いろいろ借財を返してもチームひとつつくる金は残る。それで、チームを持てばあんじょう やっていける。」という言葉を家族に伝えた。家族は「約束」の真偽を確認しなかったが、最後まで野球チームを持つ思いを抱き続けたことがうかがわれる。

## 親族
- 父親の初代田村駒治郎（1866 - 1931）は摂津国池田村（現・池田市）から大阪に出てモスリン商岡島千代造の店員となり、27歳の時に独立して「神田屋田村駒商店」を創業、商才を発揮して財を成した[6]。大阪市会議員、貴族院議員も務めた[5]。
- 駒治郎の公職追放中は実弟の田村寛次郎が田村駒の代表を務めた。寛次郎の妻の田村枝津子は、甲南高等女学校の同級生だった坂野惇子に誘われ、ファミリア創業者の一人になる。
- 駒治郎の妹の一人田村光子も坂野惇子や義妹の枝津子と共にファミリア創業者の一人になる。
- 妻の礼子は安田財閥一族安田善助 (2代目)の二女[66]。
- 法学者で弁護士の田村次朗は孫[要出典]。